# Tricyphona arctica
Tricyphona (Trifurcaria) arctica là một loài ruồi trong họ Pediciidae. Chúng phân bố ở vùng sinh thái Palearctic.